# Arachnodes brunnipes
Arachnodes brunnipes är en skalbaggsart som beskrevs av François Louis Nompar de Caumont de Laporte 1840. Arachnodes brunnipes ingår i släktet Arachnodes och familjen bladhorningar. Inga underarter finns listade.